# رجا ناصر الدين
رجا ناصر الدين (20 أغسطس 1982-) إعلامي لبناني

## حياته الخاصة
ولد في بيروت، توفي والده وهو صغير بقذيفة سقطت عليه أثناء الحرب الأهلية، إضطرت والدته لإدخاله مدرسة داخلية لمدة ثلاثة عشر عاما كان صعبا عليه أن يبتعد عنها وعن إخوته فكان يرسل لها الرسائل ويقوم برسم رسومات لها.

## مشواره المهني

### انطلاقته مع قناة الجرس والأو تي في
درس الهندسة، بدأ محررا في مجلة الجرس عام 2005، ثم تحول إلى مقدم برامج في قناة الجرس، كان يمضي بين 10 و 12 ساعة تدريب يوميا على الهواء بإشراف الإعلامية نضال الأحمدية، فاكتسب الخبرة اللازمة.
قدم برامج عدة ومنها مع زميلته ماغي بعنوان شو السيستيم وأيضا الأرض بتتكلم عربي ، رجا بيقرر ، وبرجك واسمع معظ رجا، أبيض وأسود، اوعا تنشز
قام متعهد الحفلات ميشال حايك بجمعه مع زميله رودولف هلال على المسرح بعدها كوّنا ثنائيا في تقديم البرامج
عام 2008 إنتقل لمحطة أو تي في بعد إغلاق قناة الجرس وقدم برنامج  سوري بس لموسمين مع زميله رودولف هلال وقدّما أيضا سوية برنامجا رمضانيا بعنوان  نورنا الليل.

### عمله مع ال بي سي أي
في نهاية العام 2012 تلقّى عرضا من المؤسسة اللبنانية للإرسال LBCI
حيث يقدم برنامج تاريخ يشهد مع ليلى عبد اللطيف والمتهم بمشاركة زميله رودولف هلال
في شهر رمضان 2015 قدّما أيضا برنامج هل القمر الذي استضافا فيه كبار نجوم العالم العربي
إضافة لذلك يقدم برنامجا إذاعيا صباحيا بعنوان بخصوص هالشيئ على راديو صوت الغد بصحبة رودولف هلال منذ العام 2006.
في نوفمبر 2015 إنفصل رجا عن زميله رودولف هلال تلفزيونيا ليقدم كل منهما برنامجا منفردا وأوضح أنه لا خلاف بينهما بل رغبة في التغيير
في ديسمبر 2015 قدم رجا حلقة توقعات 2016 مع ماغي فرح على شاشتي المؤسسة اللبنانية للإرسال وقناة الانتشار اللبناني بعدها في ليلة رأس السنة شارك باحتفالية العام الجديد مع توقعات ليلى عبد اللطيف
في 31 يناير 2016 أطل منفردا في تقديم برنامج تاريخ يشهد
في مايو 2016 خلال الحفل السنويّ لجامعة Mubs في عاليه والذي قدّمه رجا ناصر الدين ورودوف هلال، واستضافا فيه كل من ناصيف زيتون، نادين الراسي وباسم مغنيّة، كرّمت إدارة الجامعة إلى جانب النجوم/الضيوف، كل من رجا ورودولف كإعلاميين حققا نجاحات كثيرة في سنوات قليلة، وكفاعلين مهمّين في الاحتفالية السنويّة للجامعة.

### انتقاله لام تي في اللبنانية
في ديسمبر 2016 إنتقل رجا مع زميله رودولف إلى محطة إم تي في اللبنانية ليقدما برنامجا مشتركا بعنوان «الحلقة الأخيرة» استضافا فيه أبرز نجوم الفن في العالم العربي
في نوفمبر 2017 قدت برنامج المكتب الثاني برفقة زميله رودولف وكان من إخراج كميل طانيوس ضيف الحلقة الأولى كان المخرج سيمون أسمر 
في يوليو 2018 انضم وصديقه رودولف هلال إلى أسرة اذاعة “جرس سكوب” لتقديم برنامج «جرس سكوب» في 9 /يوليو 2018ً.